# Tödi
Tödi (romansz Piz Russein) – szczyt w Alpach Glarneńskich, części Alp Zachodnich. Leży w Szwajcarii, na granicy kantonów Gryzonia i Glarus. Należy do podgrupy Alp Glarneńskich właściwych. Jest to najwyższy szczyt Alp Glarneńskich i kantonu Glarus. Szczyt można zdobyć ze schroniska Grünhornhütte (2448 m) lub Fridolinshütten (2111 m). Otaczają go lodowce: Bifertenfirn na wschodzie oraz Hüfigletscher na zachodzie.
Góra posiada kilka wierzchołków:
- zachodni – Piz Russein – 3614 m,
- wschodni – Glarner Tödi – 3577 m,
- południowy – Sandgipfel – 3388 m,
- Kleinen Tödi (romansz: Crap Glaruna) – 3076 m,
- Bündner Tödi (romansz: Tödi Grischun) – 3124 m,
- Chli Tödi (romansz: Crap Glaruna) – 3076 m.

Pierwszego wejścia dokonali A. Bisquolm i P. Curschellas 1 września 1824 r.